# Windverband

Träger mit rautenförmigen Windverbänden (X-Wind bracing)

Träger mit Pfosten und diagonalen Windverbänden (XI-Wind bracing)

Der Windverband (englisch wind bracing) bezeichnet Verstrebungen von Fachwerkträgern, die waagerecht auftretende Windkräfte (Winddruck und Sogkräfte) aufnehmen, zu Lagerpunkten übertragen und dort ableiten.
Windverbände können ausgebildet sein:
- aus Zug- und Druckstäben (vor allem bei wechselnden Windlasten erforderlich) oder
- nur aus Zugelementen (z. B. sich kreuzende Stahlseile oder Zugstäbe aus Rundstahl mit Spannschlössern – siehe auch: Zugstabsystem).

Der Verband kann jeweils ausgerichtet sein:
- waagerecht, z. B. auf der Fahrbahnebene von Eisenbahnbrücken (Brückenträger) oder bei Hallendecken
- senkrecht, üblicherweise bei Wänden oder aufrechten Trägern
- schräg, z. B. an den Seiten eines knick- und biegesteifen Dreiecksträgers (siehe auch Träger als tragendes Bauteil).

Windverbände bilden meist einzelne, in sich stabile Dreiecke und können mit anderen Aussteifungsverbänden kombiniert sein. Die bekannteste Form sind sich kreuzende Diagonalen.
Windverbände können aus jedem geeigneten, formstabilen Material hergestellt werden (Holz, Stahl, Aluminium).

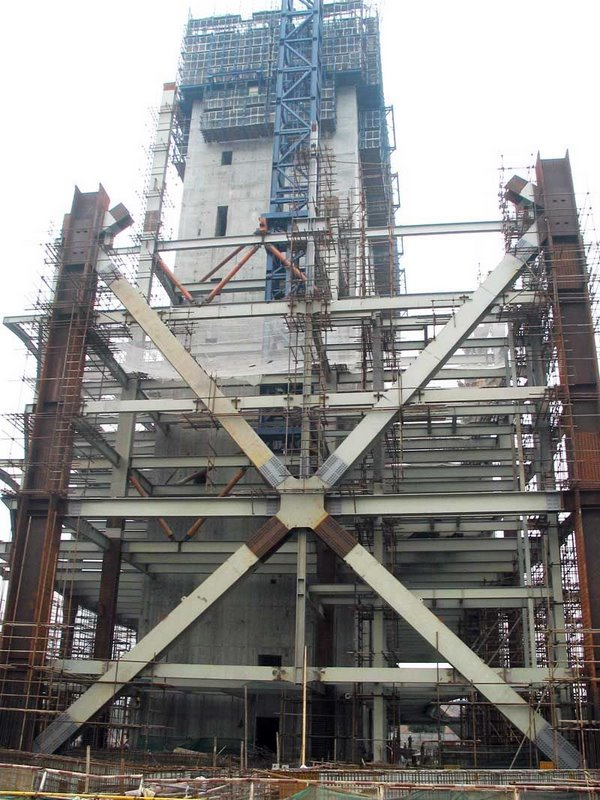
XI-Windverband der untersten Etage beim Pearl River Tower in Guangzhou, Volksrepublik China
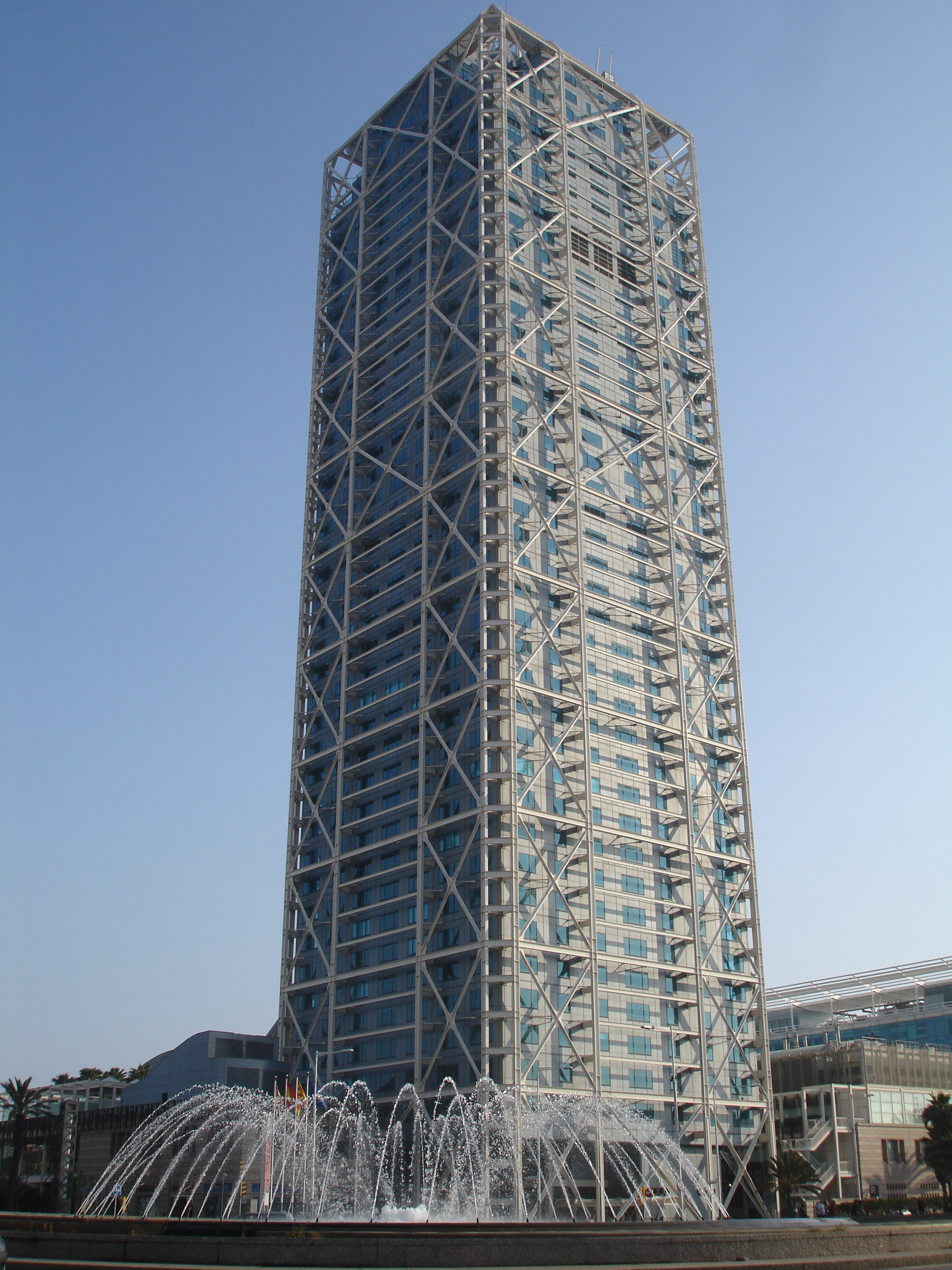
Außenliegender Windverband als statisches und gestalterisches Element bei einem Hotel in Barcelona (Casino)